# Alleviate
Alleviate è un singolo del gruppo musicale norvegese Leprous, pubblicato il 20 settembre 2019 come secondo estratto dal sesto album in studio Pitfalls.

## Descrizione
Si tratta della quinta traccia del disco e rappresenta un ulteriore distacco dalle sonorità affrontate in passato dal gruppo, focalizzandosi sulle sonorità elettroniche e sulla voce del frontman Einar Solberg, nonché per una forte componente di derivazione rock sinfonico. Lo stesso Solberg ha inoltre spiegato che si tratta di un brano molto importante:

## Video musicale
Il video, diretto da Troll Toftenes, è stato reso disponibile in concomitanza con il lancio del singolo attraverso il canale YouTube della Inside Out Music.

## Tracce
Testi e musiche di Einar Solberg.
1. Alleviate – 3:42

## Formazione
Gruppo
- Einar Solberg – voce, tastiera
- Tor Oddmund Suhrke – chitarra
- Robin Ognedal – chitarra
- Simen Daniel Lindstad Børven – basso
- Baard Kolstad – batteria

Altri musicisti
- Raphael Weinroth-Browne – violoncello
- Chris Baum – violino

Produzione
- David Castillo – produzione, registrazione
- Einar Solberg – produzione
- Adam Noble – missaggio
- Robin Schmidt – mastering
- Iñaki Marconi – assistenza alla registrazione
- Linus Corneliusson – montaggio